# Love Affair (película de 1994)
Love Affair es una película de 1994, del género romántico, realizada por Mulholland Productions y distribuida por Warner Bros. Pictures. Su traducción al castellano fue Un asunto de amor. Fue dirigida por Glenn Gordon Caron y producida por Warren Beatty a partir del guion de Robert Towne y del mismo Warren Beatty. La película estuvo basada en un guion de Delmer Daves y Donald Ogden Stewart del año 1939, que a su vez se basó en una historia de Mildred Cram y Leo McCarey. La música fue obra de Ennio Morricone y la cinematografía estuvo a cargo de Conrad L. Hall.
La película fue protagonizada por Warren Beatty, Annette Bening y Katharine Hepburn en su último rol en una película, con Garry Shandling, Chloe Webb, Pierce Brosnan, Kate Capshaw, Paul Mazursky y Brenda Vaccaro.

## Sinopsis
Tras conocerse en un vuelo a Sídney, la ex-estrella de fútbol americano Mike Gambril (Warren Beatty) y Terry McKay (Annette Bening) planean un reencuentro tres meses más tarde. Cuando uno de ellos es seriamente lesionado en el camino al encuentro, el otro espera sin saberlo. Él la encuentra a través de su pintura.

## Producción
- La película es un remake de la película de 1939 Tú y yo, con Charles Boyer e Irene Dunne y de la película de 1957 An Affair to Remember con Cary Grant y Deborah Kerr.

- Supuso la última aparición en pantalla de Katharine Hepburn.

- Se rodó en la ciudad de Nueva York (Estados Unidos), Los Ángeles (Estados Unidos) y en las islas de Tahití y Moorea, en la Polinesia Francesa.